# Пейл ейл
Пейл ейл (на английски: pale ale; в превод: блед (светъл) ейл) е традиционна светла английска бира, тип ейл. Освен във Великобритания е широко разпространена и в Белгия, САЩ, Канада, Австралия, Нова Зеландия, Дания, Швеция и Норвегия.

## История
Терминът „пейл ейл“ се използва за пръв път през 1703 г. До 1830 г. обаче, сред британските пивовари обозначенията „битер“ и „пейл ейл“ са синоними. Понастоящем терминът „пейл ейл“ се смята за по-широк, доколкото обхваща няколко отделни категории светли ейлове, включително американски и белгийски, докато „битер“ се отнася само до определяне на традиционния английски пейл ейл.

## Английски пейл ейл (Битър)
Английският битър се произвежда в следните разновидности:
- Обикновен битър или Стандартен битър (Standard/Ordinary Bitter). Първоначално това е ейл, съхраняван в бурета, който се предлага само свеж, без налягане (на самотек или изпомпван с ръчна помпа) при избена температура (т.е. „real ale“, истински ейл). Битърът е създаден като алтернатива на провинциалния пейл ейл в началото на ХХ век и получава широко разпространение. Това е най-лекият от битър ейловете. Известен е и само под името „битър“. Някои съвременни разновидности се правят изключително от светъл малц и са известни под името „златисти или летни битъри“. Цветът е от светложълт до светломеден. Прозрачността е добра до блестяща. Образува умерено висока пяна с бял до жълтеникав цвят. Отличава се със средна до силна горчивина, умерен привкус на хмел и малц. Битърът е определено горчив. Има лек аромат на малц и хмел, с нотки на карамел. Алкохолно съдържание: 3,2 – 3,8 %. Типични търговски марки са: Boddington's Pub Draught, Fuller's Chiswick Bitter, Oakham Jeffrey Hudson Bitter (JHB), Young's Bitter, Brakspear Bitter, Adnams Bitter;

- Специален битър, известен и като Бест битър и Премиум битър (Special/Best/Premium Bitter). Първоначално това е ейл, съхраняван в бурета, който се предлага само свеж, без налягане (на самотек или изпомпван с ръчна помпа) при избена температура (т.е. „real ale“, риъл ейл). Цветът е от средно жълт до средно меден. Прозрачност от добра до блестяща. Образува малка до умерена пяна с цвят от бял до цвят бяла нощ. По-осезаем малцов вкус в сравнение с обикновения битър. Горчивината е средна до висока с хмелен привкус. Лек малцов аромат, с нотки на карамел и плодове. Алкохолно съдържание: 3,8 – 4,6 %. Типични търговски марки са: Fuller's London Pride, Coniston Bluebird Bitter, Timothy Taylor Landlord, Robinson's Northern Glory, Shepherd Neame Masterbrew Bitter, Greene King Ruddles County Bitter, RCH Pitchfork Rebellious Bitter, Brains SA, Harviestoun Bitter and Twisted, Goose Island Honkers Ale, Rogue Younger's Special Bitter;
- Екстра специален битър, известен и като Силен битър (Extra Special/Strong Bitter). Силните битъри може да се разглеждат като по-плътни версии на премиум битърите (макар и не задължително като „по-премиумни“, доколкото премиум битърите традиционно са по-добрия продукт на пивоварната). Доколкото във Великобритания бирата се продава с оглед алкохолното и съдържание, силните битъри често имат мирис на спирт. В наши дни в Англия "ESB" (Екстра Спешъл битър) е уникална марка на пивоварната Fullers. В САЩ с това название се обозначава малцовия, горчив, червеникав ейл от английски тип със стандартно за САЩ алкохолно съдържание. Силните битъри имат по-изразен малцов и хмелен вкус в сравнение със специалните битъри. Цветът е от златист до тъмномеден. Прозрачност от добра до блестяща. Образува бяло-жълтеникава малка до умерена пяна. Горчивината е средна до висока с хмелен привкус. Лек малцов аромат, с нотки на карамел и плодове. Алкохолно съдържание: 4,6 – 6,2 %. Типични търговски марки са: Fullers ESB, Adnams Broadside, Shepherd Neame Bishop's Finger, Samuel Smith's Old Brewery Pale Ale, Bass Ale, Whitbread Pale Ale, Shepherd Neame Spitfire, Marston's Pedigree, Black Sheep Ale, Vintage Henley, Mordue Workie Ticket, Morland Old Speckled Hen, Greene King Abbot Ale, Bateman's XXXB, Gale's Hordean Special Bitter (HSB), Ushers 1824 Particular Ale, Hopback Summer Lightning, Redhook ESB, Great Lakes Moondog Ale, Shipyard Old Thumper, Alaskan ESB, Geary's Pale Ale, Cooperstown Old Slugger

## Индийски пейл ейл (IPA)
Индийският пейл ейл се произвежда в следните разновидности:
- Английски индийски пейл ейл (English India Pale Ale/English IPA). Хмелен, умерено силен ейл, с по-слабо изразени хмелни характеристики и по-изразен малцов вкус в сравнение с американските образци. Прави се от светъл малц, английски хмел и дрожди, в някои версии се използва рафинирана захар. Бъртъновските версии се правят с вода с високо съдържание на сулфати и ниска карбонатна твърдост. Цветът е в диапазона от златисто-кехлибарен до светломеден, като повечето английски IPA се отличават със светъл среднокехлибарен цвят с оранжеви оттенъци. Прозрачен ейл, като нефилтрираните и сухо охмелени версии могат да бъдат и леко мътни. Образува добра и устойчива пяна. Има умерен до умерено силен хмелен аромат с цветни, землисти или фруктови характеристики. Хмелният вкус е от среден до силен, с умерена до агресивна хмелна горчивина. Вкусът на малц е среден с хлебни, бисквитни и/или карамелени тонове. Алкохолно съдържание: 5 – 7,5 %. Типични търговски марки са: Freeminer Trafalgar IPA, Hampshire Pride of Romsey IPA, Burton Bridge Empire IPA, Samuel Smith's India Ale, Fuller's IPA, King & Barnes IPA, Brooklyn East India Pale Ale, Shipyard Fuggles IPA, Goose Island IPA;

- Американски индийски пейл ейл (American India Pale Ale/American IPA). Хмелен и горчив, умерено силен пейл ейл, американска версия на историческия английски тип. Прави се със светъл малц, американски хмел и дрожди, които могат да създадат чист или леко плодов профил. Цветът варира от средно златист до средно червено-меден, като някои версии могат да имат оранжев оттенък. Прозрачен ейл, като нефилтрираните и сухо охмелени версии могат да бъдат и леко мътни. Образува добра и устойчива пяна. Отличава се с интензивен хмелен аромат с цитрусови, цветни, парфюмни, смолисти, борови и/или плодови нотки, дължащи се на американския хмел. Някои версии, които са сухо охмелени, могат да имат и допълнителен тревист аромат. Във вкуса преобладава хмел с цитрусови, цветни, смолисти, борови или плодови характеристики. Хмелната горчивина е средна до много висока, като малцовата основа поддържа хмелните характеристики. Малцовият вкус е от слаб до силен и по правило чист с малцова сладост и леки карамелени и печени нюанси. Алкохолно съдържание: 5,5 – 7,5 %. Типични търговски марки са: Stone IPA, Victory Hop Devil, Anderson Valley Hop Ottin', Anchor Liberty Ale, Sierra Nevada Celebration Ale, Three Floyds Alpha King, Harpoon IPA, Bell's Two-Hearted Ale, Avery IPA, Founder's Centennial IPA, Mendocino White Hawk Select IPA;

- Имперски индийски пейл ейл (Imperial India Pale Ale/Imperial IPA). Интензивно охмелен, силен пейл ейл; съвременно американско нововъведение, отразяващо тенденцията на американските минипивоварни да задоволят търсенето на ейлове с повишено съдържание на хмел. Тази категория обхваща и историческите и съвременни американски сток ейлове, които са по-силни, силно охмелени ейлове, без малцовата интезивност на ейловете в стил „барлиуайн“. Определението „имперски“ е условно и предполага по-силна версия на IPA; освен него се използват и вариантите „двоен“ (double), „екстра“ (extra), „екстрим“ (extreme) или други, които са еднакво правомерни. В производството се използват светъл ейл, английски, американски и благородни хмелни сортове и американски дрожди. Цветът варира от средно златист до средно червено-меден, като някои версии могат да имат оранжев оттенък. Прозрачен ейл, като нефилтрираните и сухо охмелени версии могат да бъдат и леко мътни. Образува добра и устойчива пяна. Интензивен хмелен аромат, с цитрусови характеристики. Болшинството версии са сухо охмелени и могат да имат допълнителен смолист или травист аромат. Вкусът на хмел е силен и сложен; хмелната горчивина е много силна. Малцовият вкус е от слаб до силен и по правило чист с малцова сладост и леки карамелени и печени нюанси. Алкохолно съдържание: 7,5 – 10 % +. Типични търговски марки са: Dogfish Head 90-minute IPA, Rogue I 2 PA, Stone Ruination IPA, Three Floyd's Dreadnaught, Russian River Pliny the Elder, Moylan's Moylander Double IPA, Stone Arrogant Bastard и Mendocino Eye of the Hawk;

## Американски пейл ейл
Американският пейл ейл се произвежда в следните разновидности:
- Американски пейл ейл (American Pale Ale). Американски вариант на английския пейл ейл, приготвен с местни ингредиенти (хмел, малц, дрожди и вода). Често е по-светъл и с по-слаб карамелен вкус в сравнение с английските аналози. Използва се малц от американски двуредов ечемик и американски хмел, често с цитрусов аромат. Цветът варира от бледозлатист до тъмнокехлибарен. Образува умерено голяма бяла до кремава пяна с добра устойчивост. Обикновено е прозрачен, макар че сухо-охмелените версии могат да бъдат и леко мътни. Има умерен до силен заради сухото охмеляване хмелен аромат, с цитрусови нотки. Умерен до силен хмелен и слаб до умерен малцов вкус. Алкохолно съдържание: 4,5 – 6 % об. Типични търговски марки са: Sierra Nevada Pale Ale, Stone Pale Ale, Great Lakes Burning River Pale Ale, Full Sail Pale Ale, Three Floyds X-Tra Pale Ale, Anderson Valley Poleeko Gold Pale Ale, Left Hand Brewing Jackman's Pale Ale, Pyramid Pale Ale, Deschutes Mirror Pond;
- Американски амбър (кехлибарен) ейл (American Amber Ale). Известна и като Американски червен ейл, тази бира придобива първоначално популярност в Северна Калифорния и северозападните щати, а впоследствие се разпространява и в национален мащаб. Цветът е от кехлибарен до медно-кафяв. Образува умерено голяма жълтениява пяна с добра пеноустойчивост. Обикновено ейлът е прозрачен, но някои сухо охмелени версии могат да бъдат и леко мътни. Отличава се със слаб до умерен хмелен аромат и умерен до силен малцов вкус. Прилича на американския пейл ейл, но има по-плътен вкус и по-висока малцова наситеност. Алкохолно съдържание: 4,5 – 6 % об. Типични търговски марки са: Mendocino Red Tail Ale, North Coast Red Seal Ale, St. Rogue Red Ale, Avery Redpoint Ale, Anderson Valley Boont Amber Ale, Bell's Amber, Hoptown Paint the Town Red, McNeill's Firehouse Amber Ale;

## Американски блонд ейл
- Блонд ейл (Blonde Ale) e американска светла фермерска бира от хибриден тип „ейл/лагер“ поради използваните технологии. В наши дни се произвежда от много американски микропивоварни и бирени пъбове и барове. Обикновено се прави само с ечемичен малц, но може да съдържа до 25 % пшеничен малц, както и захар като добавка. Използват се всякакви сортове хмел, американски дрожди, английски или такива за кьолш. Може да се използват и лагерни дрожди, или да ферментира на студено. В някои версии добавят мед, билки и плодове. Цветът е от светложълт до тъмнозлатист. Бирата е с блестяща прозрачност и образува устойчива бяла пяна. Има мека малцова сладост с нотки на хляб, бисквити или пшеница, и сладък малцов аромат с плодови нюанси. Алкохолно съдържание: 3,8 – 5,5 % об. Типични търговски марки са:  Redhook Blonde, Catamount Gold, Widmer Blonde Ale, Coast Range California Blonde Ale, Fuller's Summer Ale, Hollywood Blonde, Pete's Wicked Summer Brew, Deschutes Cascade Golden ;

## Белгийски пейл ейл
- Белгийски пейл ейл (Belgian Pale Ale). Произвежда се от средата на 18 век, като най-добрите представители на този вид са подобрени след Втората световна война с определено британско влияние относно използваните сортове хмел и щамове дрожди. Най-разпространен е във фламандските провинции Антверпен и Брабант. В производството се използват пилзнер или пейл ейл малцове, и виенски и мюнхенски малц за цвят, пълнота на вкуса и сложност, както и благороден хмел от сортовете Styrian Goldings, East Kent Goldings или Fuggles. В някои версии се влага и течна захар кенди. Цветът е кехлибарено-златист до медено-червен. Много добра прозрачност. Образува кремообразна, но нетрайна бяла пяна. Отличава се със забележим малцов аромат с умерени плодови нюанси и слаб аромат на хмел, както и с умерен свеж плодов вкус, с портокалови и крушови нотки. Алкохолно съдържание: 4,8 – 5,5 %. Типични търговски марки са: De Koninck, Speciale Palm, Dobble Palm, Ginder Ale, Op-Ale, Vieux-Temps, Brewer's Art House Pale Ale, Ommegang Rare Vos.